# Yuan Shikai
Yuan Shikai (Xiangcheng, 16 september 1859 – 6 juni 1916) (vereenvoudigd Chinees: 袁世凯; traditioneel Chinees: 袁世凱; pinyin: Yuán Shìkǎi; Wade-Giles: Yüan Shih-k'ai; Kantonees: Yuun Saj-Hooi) (jiaxiang: Henan, Zhoukou, Xiangcheng 河南周口市项城), vroeger ook gespeld als Juan Sje-k'ai, was een Chinees militair en staatsman.
Tijdens de laatste jaren van de Qing-dynastie maakte hij een succesvolle carrière. In 1885 werd hij door Li Hongzhang benoemd tot Chinese vertegenwoordiger in Korea. Zijn belangrijkste taak was het blokkeren van de Japanse expansieplannen in Korea. Hij bleef in deze positie tot vlak voor het uitbreken van de Eerste Chinees-Japanse Oorlog (1894-1895).
In 1895, nadat China de oorlog tegen Japan had verloren, benoemde keizerin-weduwe Cixi Yuan Shikai tot opperbevelhebber van het vernieuwde Chinese leger. Vanaf dat moment was hij vertrouweling van de keizerin-weduwe en tegenstander van keizer Guangxu. In de zomer van 1898 voerde keizer Guangxu diverse hervormingen door. Yuan vreesde voor zijn positie en maakte samen met Cixi hieraan een einde.
Na de eeuwwisseling werd Yuan vooral ingezet om revolutionairen te onderdrukken. Zijn carrière aan het hof ging goed. Hij was een redelijk bestuurder, had goede politieke contacten en voelde zich gesteund door het leger. Een deel van de officieren was trouw aan hem, maar deze trouw was afhankelijk van Yuan’s politieke positie. Zijn macht over het leger was niet absoluut, de financiële controle over het leger lag duidelijk bij het hof. Na de dood van Cixi in 1908 kwam kind-keizer Puyi aan de macht. Zijn vader Zaifeng, en broer van Guangxu, werd regent en hij ontsloeg Yuan vanwege zijn rol in 1898.
Eind 1911 werd Yuan door het hof benoemd tot eerste minister-president van de constitutionele regering van China. Voor de revolutionairen was dit echter onvoldoende: zij eisten de republiek. Na het uitroepen van de republiek in februari 1912 steunden Yuan en zijn militairen de republikeinen. Hij oefende een enorme druk uit op de tot president verklaarde Sun Yat-sen, die hij tot aftreden dwong. In april 1912 werd Yuan Shikai zelf president. Gesteund door het leger ontbond hij de Nationale Assemblée (later riep hij deze echter weer bijeen, na een uitzuivering van zijn tegenstanders) en verbood hij de Kwomintang ('Volkspartij') van Sun Yat-sen. Sindsdien regeerde hij praktisch als dictator. Onder Yuans bewind (1912-1916) grepen legerleiders en revolutionairen in de Chinese provincies de macht (de zogenaamde krijgsheren) en bestuurden de provincies als dictators, wat bekend werd als de Nationale Beschermingsoorlog. Yuan was niet in staat om hun macht aan banden te leggen en het centrale bestuur weer te herstellen.
Bij het uitbreken van de Eerste Wereldoorlog hield Yuan China neutraal. Yuan streefde naar het herstel van de monarchie, echter niet onder de Qing maar hij wilde zelf keizer van China worden. Ondanks sterk negatief advies van zijn raadgevers werd Yuan op 12 december 1915 keizer onder de naam Hongxian. Het feit dat Yuan zichzelf tot keizer uitriep (hij liet zich niet kronen) lokte protest uit, ook onder zijn aanhangers, voornamelijk de militairen, die meenden dat de nieuwe keizer hun macht aan banden zou leggen. De dreiging van een nieuwe revolutie leidde op 22 maart 1916 tot Yuans aftreden als monarch en hij nam weer de titel van president aan.
Yuan Shikai overleed kort nadien, op 6 juni 1916, aan nierfalen.
- Bibsys: 13025466
- Bibliothèque nationale de France: cb14978860q (data)
- CiNii: DA08655885
- Gemeinsame Normdatei: 128976861
- International Standard Name Identifier: 0000 0000 8023 7390
- KulturNav: 15fcf295-4067-453c-8121-74215d04255f
- Library of Congress Control Number: n79108498
- Bibliotheek van het Japanse parlement: 00626988
- Nationale Bibliotheek van Tsjechië: jo2015896263
- Nationale bibliotheek van Australië: 36597885
- Nationale Bibliotheek van Israël: 987007274831605171
- Nederlandse Thesaurus van Auteursnamen: 141357681
- SNAC: w6x65363
- Système universitaire de documentation: 050572814
- Trove: 1315450
- Virtual International Authority File: 186149066349965600443